# Синагога на Элдридж-стрит
Синагога на Элдридж-стрит (англ. Eldridge Street Synagogue) — синагога в районе Манхэттен, в городе Нью-Йорк, штата Нью-Йорк, США. Расположена по адресу 12 Элдридж-стрит, Манхэттен, ныне — в центре Чайнатауна. Основана общиной евреев-ашкенази из Восточной Европы в 1887 году вследствие массовой эмиграции в США евреев, в особенности из России. В результате резкого сокращения приезда российских евреев после 1918 года здание синагоги постепенно приходило в упадок, однако в 1980-е годы было реставрировано и взято под защиту государства как исторический и архитектурный памятник. Здание рассчитано на одновременное присутствие до 1000 человек. 

## История
Синагога была основана общиной «Кагал Адат Йешурун», которую составляли евреи, приехавшие в США из Российской империи и возглавлялась раввином Элиаху Благословенным, бывшим ранее раввином в Санкт-Петербурге. В связи м резким ростом количества верующих община срочно нуждалась в конце XIX столетия в новом, более крупном знании для молений. По праздникам и в дни свадеб перед синагогой собирались тысячи верующих, и местной полиции приходилось принимать специальные меры, чтобы поддерживать общественный порядок в районе синагоги. Здание было построено по проекту братьев Питера и Фрэнсиса Гертер в стиле историзма с элементами неоготики и ориентализма.
После окончания Первой мировой войны и к 1930-м годам въезд евреев в США резко сокращается, а значительная часть живших уже в Нью-Йорке евреев и, в особенности их дети, ассимилируются и численность посетителей синагоги на Элдридж-стрит заметно сокращается. Это сказывается на состоянии здания, так как возникают проблемы с финансированием ремонтных работ и т.п. В результате около 1950 года остатки общины использовали для молитвенных собраний подвальные помещения синагоги, отказавшись от её основных помещений. Городской район вокруг синагоги всё более и более заселяется китайцами. 
Созданное в 1986 году общество под названием «Проект Элдридж-стрит» (Eldridge Street Project) поставило цель восстановления исторического здания синагоги и собрало на эти цели необходимые средства. Реставрационные работы длились 20 лет, и были завершены в 2007 году. Они обошлись в 20 миллионов долларов США. Новые мозаичные окна из цветного стекла были созданы художницей Кики Смит, общие руководство завершением работ проводилось архитектором Деборой Ганс. Нижние этажи по-прежнему использовались для ритуальных служб, центральный же зал был превращён в музей иудаизма и истории еврейской иммиграции в США (Museum at Eldrige Street). В нижнем этаже была расположена йешива, после реставрации использующаяся также для молитв.

## Значение
Синагога на Элдридж-стрит является старейшей из сохранившихся до наших дней ашкеназийских синагог США. Федеральным агентством службы Национальных парков она отмечена как наиболее значительный памятник ортодоксального иудаизма страны. С 1996 года синагога имеет статус исторического памятника национального значения и с марта 1980 года включена в «Национальный реестр исторических мест».

## Дополнения
- Официальный веб-сайт
- National Park Service: National Historic Landmark summary listing – Eldridge Street Synagogue.